# Sanor Longsawang
Sanor Longsawang (en tailandés: เสนาะ โล่งสว่าง; Nakhon Sawan, Tailandia; 2 de diciembre de 1971) es un exfutbolista de Tailandia que jugaba en la posición de centrocampista.

## Carrera

### Club
| Periodo   | Club                 | Apariciones | Goles |
| --------- | -------------------- | ----------- | ----- |
| 1993–2000 | Thai Farmers Bank FC | 156         | 21    |
| 2004–2008 | Nakhon Sawan FC      | 75          | 8     |
| 2009–2011 | Chainat FC           | 24          | 0     |
| 2012      | Paknampho NSRU FC    | 19          | 0     |

### Selección nacional
Jugó para Tailandia en 38 ocasiones de 1996 a 2001 y anotó cuatro goles, participó en la Copa Asiática 1996 y en los Juegos Asiáticos de 1998.

## Logros

### Club
Thai Farmers Bank
- Asian Club Championship: 1993–94, 1994–95
- Copa Kor Royal: 1993, 1995, 1999
- Queen's Cup: 1994, 1995, 1996, 1997
- Copa Afroasiática: 1994
- Copa de Tailandia: 1999

Chainat Hornbill
- Regional League Division 2 Northern Region: 2010

### Selección nacional
- Juegos del Sudeste Asiático: 1993, 1995, 1997, 1999